# Thandiswa Mazwai

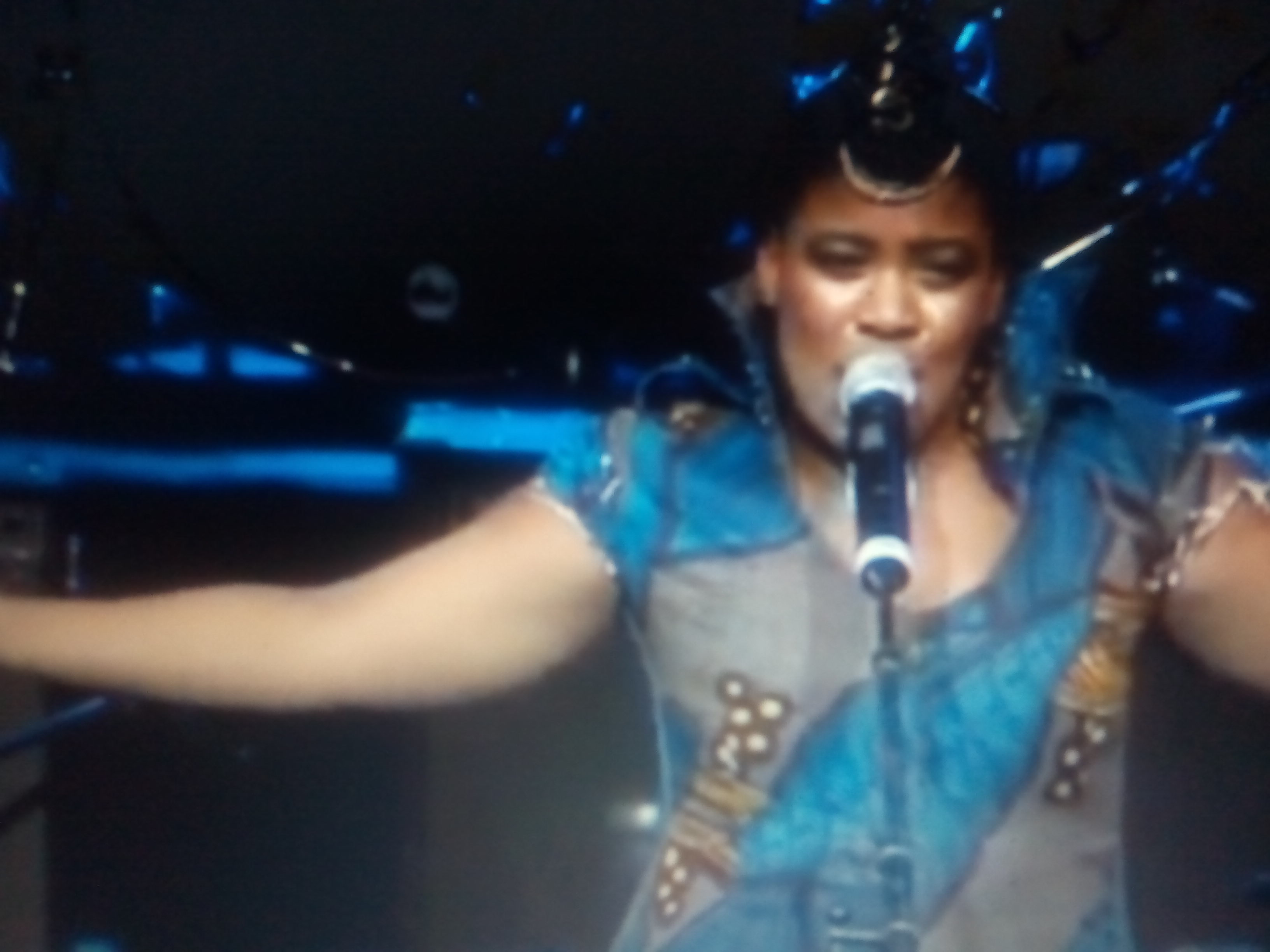
Thandiswa Mazwai (2015)

Thandiswa Mazwai (* 31. März 1976 in der Transkei) ist eine südafrikanische Sängerin und Songwriterin. 

## Leben
Mazwai wurde im damaligen Homeland Transkei geboren. Ihre Mutter Belede Mazwai und ihr Vater Thami Mazwai, beide Xhosa, waren Journalisten und Anti-Apartheid-Aktivisten. Thandiswa Mazwai wuchs in Soweto auf. Angeregt durch Hugh Masekela begann sie, sich für das Musikmachen zu interessieren. Sie studierte an der University of the Witwatersrand Englische Literatur und Internationale Beziehungen. Zu ihren politischen Vorbildern zählt sie Steve Biko, Frantz Fanon, Chinua Achebe und Kwame Nkrumah.
1993 debütierte Mazwai als Berufsmusikerin: Sie trat in der Produktion SA Love im Market Theatre auf. 1996 wurde sie Sängerin der Band Jacknife, einem Trio mit Kimon Webster und Themba Smuts, das zu den ersten Kwaito-Musikern zählte. Sie war auch Backgroundsängerin der Band Bongo Maffin, die ebenfalls Kwaito spielten, aber auch andere Musikstile aufnahm. 1997 wurde sie Leadsängerin der Band, die in dieser Zeit fünf Alben aufnahm, zahlreiche Auszeichnungen erhielt und mit Musikern wie Stevie Wonder, Ladysmith Black Mambazo, Chaka Khan und Sean Paul auftrat.
2004 erschien Mazwais erstes Soloalbum Zabalaza (deutsch „Rebellion“), das zweimal Platin erhielt. Mazwai wurde dafür mit dem Kora Award als „Beste afrikanische Sängerin“ ausgezeichnet und erreichte für Zabalaza bei der Vergabe der South African Music Awards zwei Auszeichnungen, darunter für das „Beste Album“. 2005 wirkte sie auf dem letzten Album von Bongo Maffin, New Construction, mit. 2010 trat Thandiswa Mazwai bei der Eröffnungsfeier zur Fußball-Weltmeisterschaft 2010 auf. Ihr 2016 erschienenes Album Belede – benannt nach ihrer Mutter – enthält Coverversionen von südafrikanischen Jazzsongs und Protestliedern.
In ihrer Musik verbindet Mazwai traditionelle Xhosa-Rhythmen mit Mbaqanga, Reggae, Kwaito, Funk und Jazz. Viele ihrer Texte sind politisch. Gelegentlich tritt sie mit einem traditionellen Stock in der Hand auf. Sie arbeitete mit zahlreichen südafrikanischen Musikern wie Hugh Masekela, Busi Mhlongo und Stimela und wirkte auf Paul Simons Graceland 25th Anniversary Tour mit. Beim Afropunk Festival Johannesburg im Jahr 2017 trat sie zusammen mit der südafrikanischen Rockband BLK JKS als „King Tha“ vs. BLK JKS auf.
Thandiswa Mazwai hat eine Tochter mit einem früheren Bandkollegen. Mazwais jüngere Schwestern Ntsiki Mazwai und Nomsa Mazwai sind ebenfalls Sängerinnen.

## Rezeption
Der britische Guardian bezeichnete Mazwai als „eine der schärfsten musikalischen Stimmen des Landes“. Ihr Spitzname ist King Tha.

## Auszeichnungen als Solokünstlerin
- 2004: Kora Award als Best Female Artist, Africa
- 2004: Kora Wward als Best Female Artist, Southern Africa
- 2005: South African Music Award als Best Female Artist
- 2005: South African Music Award: Best African Contemporary Album für Zabalaza
- 2010: South African Music Award als Best Female Artist
- 2010: South African Music Award: Best African Contemporary Album für Ibokwe
- 2011: South African Music Award als Best Female Artist
- 2011: South African Music Award: Best Contemporary DVD für Dance of the Forgotten Free[1]

## Diskografie

### Alben
- 2004: Zabalaza (Universal Music)
- 2009: Ibokwe (Gallo)
- 2010: Dance of the Forgotten Free (Gallo, Live-DVD)
- 2016: Belede (Gallo)
- 2024: Sankofa[9] (Universal Music)